# Dekada (album Strachów na Lachy)
Dekada – album kompilacyjny zespołu Strachy na Lachy. Składa się z piętnastu utworów, które zostały wydane na innych płytach (w tym piosenka „Strachy na lachy” w nowej aranżacji), oraz ze znanej tylko z koncertów piosenki „Awangarda jazz i podziemie”. Płyta została wydana 21 października 2011, wydawcą jest S.P. Records.

## Lista utworów
Muzyka i słowa: Krzysztof „Grabaż” Grabowski, o ile nie zaznaczono inaczej.
1. „Strachy na Lachy” – 3:02
2. „Krew z szafy” – 4:36
3. „BTW (Mamy tylko siebie)” – 4:37
4. „Dzień dobry kocham cię” – 3:11
5. „Piła tango” – 5:44
6. „Moralne salto” – 5:54
7. „Jedna taka szansa na 100” – 3:43
8. „Po prostu pastelowe” – 3:40
utwór z repertuaru grupy Malarze i Żołnierze
autorzy: Witold Urbański i Stanisław Holak
9. „Żyję w kraju” – 4:43
10. „Ostatki - nie widzisz stawki” – 3:46
11. „Twoje oczy lubią mnie” – 3:22
12. „Cygański zajeb” – 5:06
13. „Raissa” – 4:18
14. „Czarny chleb i czarna kawa” – 3:34
muzyka i tekst: tradycyjne
15. „Chory na wszystko” – 3:59
16. „Awangarda jazz i podziemie” – 3:34

## Twórcy
- Krzysztof „Grabaż” Grabowski – śpiew
- Andrzej „Kozak” Kozakiewicz – gitary
- Mariusz „Maniek” Nalepa – gitary, instrumenty perkusyjne, flet
- Longin „Lo” Bartkowiak – bas, loopy
- Arkadiusz „Pan Areczek” Rejda – akordeon, instrumenty klawiszowe
- Rafał „Kuzyn” Piotrowiak – perkusja, instrumenty perkusyjne
- Sebastian „Anem” Czajkowski – klawisze